# Medina (região)
Medina (em árabe: مِنْطَقَة ٱلْمَدِيْنَة ٱلْمُنَوَّرَة‎; romaniz.: Minṭaqat Al-Madīnah Al-Munawarah) é uma região da Arábia Saudita, com capital em Medina. Possui 151 990 quilômetros quadrados e segundo censo de 2018, havia 2 188 138 habitantes. Está numa altitude de 793 metros.